# Fritz-Heiner Mutschler
Fritz-Heiner Georg Mutschler (* 4. Januar 1946 in Heidelberg) ist ein deutscher Klassischer Philologe.

## Leben
Mutschler studierte von 1965 bis 1973 Klassische Philologie an der Universität Heidelberg und der Freien Universität Berlin. Im Jahr 1973 wurde er in Heidelberg mit einer Arbeit zu Caesars Kommentarien promoviert. Von 1973 bis 1993 arbeitete er als wissenschaftlicher Assistent, nach seiner Habilitation 1982 als Professor auf Zeit und außerplanmäßiger Professor an der Universität Heidelberg. Außerdem war er 1986 und 1987 Prodekan der Heidelberger Fakultät für Orientalistik und Altertumswissenschaft. In diesem Zeitraum forschte und lehrte er auch mehrfach außerhalb Deutschlands: 1978 und 1979 war er Mellon Postdoctoral Fellow an der University of Pittsburgh, 1983 Gastdozent an der Universität Lyon III, von 1988 bis 1992 fungierte er schließlich als Gastdozent für Western Classics am Institute for the History of Ancient Civilizations der Northeast Normal University in Changchun sowie als Gastdozent an der Nankai-Universität in Tianjin. Dieser erste mehrjährige Aufenthalt in China sollte zu seinem Forschungsinteresse an der klassischen chinesischen Literatur und ihren Parallelen zur antiken Literatur führen.
1993 wurde Mutschler auf die neu eingerichtete Professur für Klassische Philologie/Latinistik an der Technischen Universität Dresden berufen. In den Folgejahren wurde Mutschler dreimal (1994 bis 1996, 2001 bis 2003, 2006 bis 2009) zum Prodekan der Fakultät Sprach- und Literaturwissenschaften bestellt, außerdem fungierte er von 2002 bis 2011 als Mitglied im Kuratorium der Sächsischen Landes- und Universitätsbibliothek Dresden; von 2003 bis 2009 war er Beisitzer im Vorstand des Deutschen Altphilologenverbandes. Außerhalb Dresdens war Mutschler Fellow am Kulturwissenschaftlichen Institut des Landes Nordrhein-Westfalen (2003 bis 2005). Auch in diesem Zeitraum war Mutschler einige Male im Ausland tätig: 2007 fungierte er als Directeur d’études invité an der École pratique des hautes études in Paris, 2009 und 2010 arbeitete er als Fellow am Centre for Advanced Studies der Norwegischen Akademie der Wissenschaften. Außerdem machte ihn die Chinese Association for Ancient World History 2007 zu ihrem Ehrenmitglied.
Zum 1. April 2011 trat er in den Ruhestand. Danach wurde sein Lehrstuhl mehrfach von seinem Schüler Andreas Heil vertreten (2012–2014). Sein Nachfolger wurde aber letztlich Dennis Pausch (ab 2014). Mutschler blieb auch im Ruhestand in Lehre und Forschung tätig: Von September 2011 bis 2016 lehrte er als Chair Professor in the Humanities Western Classics an der Peking-Universität.

## Forschung
Mutschler befasst sich in Monographien, Sammelbänden und Aufsätzen mit römischer Historiographie (Caesar, Nepos, Sallust, Tacitus), augusteischer Dichtung (Horaz, Tibull, Properz) mit römischen Werten und  römischer Philosophie (Cicero und Seneca). Seine besonderes Interesse gilt seit mehreren Jahrzehnten insbesondere dem Vergleich der antiken griechisch-römischen und der chinesischen Geschichtsschreibung und Literatur. So verglich er etwa Sima Qian und Tacitus, Homers Epen und das chinesische Buch der Lieder, Konfuzius und Cicero. Er ist einer von wenigen Gelehrten weltweit in diesem außergewöhnlichen, aber zunehmend wahrgenommenen Forschungsfeld.
In verschiedenen Kontexten kooperierte Mutschler mit einer Vielzahl an Forschern, u. a. seinem Schüler und späteren Wiener Professor Andreas Heil. Mehrfach leitete Mutschler auch Forschungsprojekte: So engagierte er sich in zwei Dresdner Sonderforschungsbereichen der DFG: 1997 bis 2008 als Leiter des Teilprojekts Der römische mos maiorum: Werteordnung und literarische Kommunikation im Sonderforschungsbereich 537 Institutionalität und Geschichtlichkeit und von 2009 bis 2013 als Leiter des Teilprojekts Tradition, Vernunft, Gott. Zur wechselnden Fundierung gemeinsinnigen Handelns im Sonderforschungsbereich 804 Transzendenz und Gemeinsinn. Im Auftrag der Volkswagenstiftung leitete er außerdem von 2003 bis 2005 das Projekt Reich und Welt. Konstruktionen des Eigenen und des Fremden im historischen Diskurs antiker Imperien: Rom und das alte China als Beispiel.

## Publikationen
Monographien
- Erzählstil und Propaganda in Caesars Kommentarien. Winter, Heidelberg 1975, DNB 760119201.
- Die poetische Kunst Tibulls. Struktur und Bedeutung der Bücher 1 und 2 des Corpus Tibullianum. Lang, Frankfurt am Main 1985, ISBN 3-8204-5450-0.
- Gudai Xila Luoma he gudai Zhongguo shixue: bijiao shiyexiade tanjiu. (Comparative Studies of Ancient Greek, Roman, and Chinese Historiography). Peking 2018, ISBN 978-7-301-29565-6.

Herausgeberschaften
- mit Maximilian Braun, Andreas Haltenhoff: Moribus antiquis res stat Romana. Römische Werte und römische Literatur im 3. und 2. Jh. v. Chr. Saur, München/Leipzig 2000, ISBN 3-598-77683-7.
- mit Andreas Haltenhoff, Andreas Heil: O tempora, o mores! Römische Werte und römische Literatur in den letzten Jahrzehnten der Republik.  Saur, München/Leipzig 2003, ISBN 3-598-77720-5.
- mit Andreas Haltenhoff, Andreas Heil: Römische Werte als Gegenstand der Altertumswissenschaft. Saur, München/Leipzig 2005, ISBN 3-598-77839-2.
- mit Achim Mittag: Conceiving the Empire. China and Rome Compared. OUP, Oxford 2008, ISBN 978-0-19-921464-8.
- mit Andreas Haltenhoff, Andreas Heil: Römische Werte und Römische Literatur im frühen Prinzipat. Berlin/New York 2011, ISBN 3-11-021298-6.
- mit Øivind Andersen: Happiness in Ancient Literature and Art (= Symbolae Osloenses, Band 85). Oslo 2011.
- The Homeric Epics and the Chinese Book of Songs: Foundational Texts Compared. Cambridge Scholars Publishing, Newcastle upon Tyne 2018, ISBN 978-1-5275-0400-4.